# سعید آگین ساگنا
سعید آگین ساگنا (انگلیسی: Saeid Agin Sagna؛ زادهٔ ۱۹۷۵) یک بازیکن فوتبال اهل نیجر است.